# Allan Arkush
Allan Arkush (Jersey City, New Jersey, 30 d'abril de 1948) és un director de cinema, productor, actor, guionista i muntador estatunidenc.

## Filmografia
Filmografia:

### Director
- 1970: Septuagenarian Substitute Ball
- 1976: Hollywood Boulevard
- 1978: Deathsport
- 1979: Rock'no roll High School
- 1981: Heartbeeps
- 1983: Get Crazy
- 1987: The Bronx Zoo (pilot sèrie TV)
- 1988: Caddyshack II
- 1990: Capital News (pilot sèrie TV)
- 1990: Parenthood (Parenthood) (sèrie TV)
- 1992: Bodies of Evidence (pilot sèrie TV)
- 1993: Moon Over Miami (sèrie TV)
- 1994: Shake, Rattle and Rock! (TV)
- 1994: XXX's & OOO's (TV)
- 1995: Young at Heart (TV)
- 1995: Central Park West (sèrie TV)
- 1996: Desert Breeze (TV)
- 1997: Elvis Meets Nixon (TV)
- 1998: The Temptations (TV)
- 1999: Snoops (sèrie TV)
- 1999: Ally McBeal (sèrie TV)
- 2000: Bull (sèrie TV)
- 2000: Tucker (sèrie TV)
- 2001: Prince Charming (TV)
- 2012: Christmas with Holly (TV)

### Productor
- 1976: Cannonball!: Panama
- 1993: Moon Over Miami (sèrie TV)
- 1999: Snoops (sèrie TV)
- 2000: Tucker (sèrie TV)
- 2004−2007: Crossing Jordan (sèrie TV)
- 2006−2009: Herois (sèrie TV)
- 2010−2011: Hellcats (sèrie TV)
- 2013: The Client List (sèrie TV)
- 2014: Witches of East End (sèrie TV)

### Actor
- 1976: Hollywood Boulevard: Xèrif

### Muntador
- 1976: Hollywood Boulevard

## Premis i nominacions

### Premis
- 1999: Primetime Emmy al millor director de minisèrie o telefilm per The Temptations

### Nominacions
- 1987: Primetime Emmy al millor director de sèrie dramàtica per Moonlighting
- 1998: Primetime Emmy al millor director de sèrie còmica per Ally McBeal
- 2007: Primetime Emmy a la millor sèrie dramàtica per Herois